# Historia de Lituania (1219-1295)

Descripción general de los cambios territoriales de Lituania desde el reinado de Mindaugas al presente.

La historia de Lituania de 1219 a 1295 trata del establecimiento y de la historia inicial del primer estado Lituano, el Gran Ducado de Lituania. El principio del siglo XIII marca el fin de la prehistoria de Lituania. Desde este punto en adelante la historia de Lituania se registró a través de crónicas, tratados, y otros documentos. En 1219, veintiún duques lituanos firmaron un tratado de paz con el Principado de Halych-Volynia. Este evento es ampliamente aceptado como la primera prueba de que las tribus bálticas se estaban uniendo y consolidándose. A pesar de sus continuas guerras con dos órdenes cristianas, los Hermanos Livonios de la Espada y la Orden de los Caballeros Teutones, el gran Ducado de Lituania fue establecido y tomó control de los territorios de Rutenia Negra, Polatsk,  Minsk y de otros al este de la actual Lituania, quienes se debilitaron volviéndose vulnerables después de la caída del Rus de Kiev.
El primer gobernante en llevar el título de gran duque fue Mindaugas. Es considerado tradicionalmente como el fundador del estado, y como el que unió las tribus bálticas estableciendo el ducado. Algunos expertos debaten esta percepción, sosteniendo que un Estado organizado existió antes de Mindaugas, posiblemente remontándose a 1183.
Después de sofocar una guerra interna con sus sobrinos, Mindaugas fue bautizado en 1251 y coronado como Rey de Lituania en 1253. Sin embargo, en 1261, rompió la paz con la orden livoniana quizá renunciando incluso a la cristiandad. Su asesinato en 1263 a manos de Treniota terminó con el temprano reino cristiano en Lituania. Por otros 120 años, Lituania permanecería como un imperio pagano, peleando con las órdenes teutónicas y livonianas durante las cruzadas del norte para cristianizar esas tierras.
Tras la muerte de Mindaugas, el Gran Ducado de Lituania entró en una época de relativa inestabilidad, como refleja el hecho de que siete grandes duques se sucedieran durante los treinta y dos años siguientes. Sabemos poco acerca de este período, salvo que la dinastía de los Gedminas fue fundada en torno a 1280. Pese a la inestabilidad, el Gran Ducado no llegó a desintegrarse. Vytenis asumió el poder en 1295, y durante los siguientes veinte años construyó los cimientos para la expansión del Ducado durante los gobiernos de Gediminas y su hijo Algirdas. Si los años entre 1219 y 1295 son los de consolidación, los años que siguen a 1295 marcan el inicio de la expansión.

## Establecimiento del Estado

### Unificación báltica

Mapa de las tribus bálticas en torno al. Los bálticos orientales están marcados en marrón, mientras que los occidentales en verde.

La amenaza externa que significaban las agresivas órdenes religiosas germánicas contribuyó en gran medida a unificar a los pueblos bálticos. En 1202, Albert, obispo de Riga había fundado la Orden de los Hermanos Livonios de la Espada para promover la Cristianización y conquista de livos, curonios, semigalianos y estonios que habitaban las costas del golfo de Riga. La orden realizó numerosas campañas militares e hizo peligrar seriamente la integridad de los territorios lituanos. Sin embargo, los progresos de la orden concluyeron tras la derrota en la batalla de Saule, en 1236, que estuvo a punto de provocar su colapso. Finalmente, la orden se unió con los Caballeros Teutónicos y continuó sus incursiones, conocidas como Reisen, contra las tribus del Báltico.
En 1226, Conrado I de Mazovia invitó a los Caballeros Teutónicos para defender sus fronteras y someter a los prusianos, ofreciéndoles los territorios de la provincia de Chelmno como base de operaciones. En 1230, se asentaron en Chelmno y construyeron un castillo desde el que comenzaron a hostigar a los prusianos. Tras cuarenta y cuatro años, y pese a dos levantamientos de los prusianos contra ellos, había conquistado gran parte de sus territorios.  A continuación, los caballeros emplearon los siguientes nueve años en la conquista y el sometimiento de nadruvianos, escalvianos y yotvingios, y desde 1283 comenzaron a amenazar la frontera occidental del joven Estado lituano.
| Expediciones militares lituanas conocidas | Expediciones militares lituanas conocidas | Expediciones militares lituanas conocidas | Expediciones militares lituanas conocidas | Expediciones militares lituanas conocidas |
| Años                                      | A Livonia                                 | A Rusia                                   | A Polonia                                 | Total                                     |
| ----------------------------------------- | ----------------------------------------- | ----------------------------------------- | ----------------------------------------- | ----------------------------------------- |
| 1201–1210                                 | 12                                        | 5                                         | 1                                         | 18                                        |
| 1211–1220                                 | 7                                         | 6                                         | 2                                         | 15                                        |
| 1221–1230                                 | 2                                         | 3                                         | 2                                         | 7                                         |
| 1231–1240                                 | -                                         | 4                                         | 1                                         | 5                                         |
| 1241–1250                                 | 3                                         | 9                                         | 3                                         | 15                                        |
| 1251–1260                                 | -                                         | 6                                         | 3                                         | 9                                         |
| 1261–1263                                 | 2                                         | 2                                         | 2                                         | 6                                         |
| Total                                     | 26                                        | 35                                        | 14                                        | 75                                        |

Por otra parte, los cambios sociales que tuvieron lugar en Lituania durante este período también favorecieron la unión de las tribus lituanas. Se estableció la propiedad privada de la tierra (alodios (en lituano atolai), lo que daría lugar con el paso de los años a la aparición del feudalismo. Según atestiguan numerosas crónicas, esta fue la principal forma de organización de la tierra en el siglo XIII. Bajo el sistema feudal, que implicaba primogenitura, solo el hijo mayor podía heredar las tierras, lo que permitía a los duques consolidar su posición. También durante esta época comienzan a formarse las clases sociales y a establecerse una cierta división del trabajo. Había clases formadas por soldados veteranos (bajoras), por hombres libres (laukininkas) y por hombres "no libres" (kaimynas y šeimynykštis). Para que este sistema fuera viable era necesaria la existencia de un estado unificado.
Otro factor importante para la unificación fue el deseo de aprovechar la situación en los territorios de Rutenia, invadidos por los mongoles. Las alianzas puntuales entre los duques lituanos había sido útil para la realización de aventuras militares y de saqueo en esta zona. En total, entre 1201 y 1236, los lituanos realizaron al menos 22 incursiones en Livonia, 14 en Rus y 4 en Polonia. Sin embargo, la necesidad de gobernar estos nuevos territorios requería un poder unificado y central fuerte.

### Tratado de Galicia-Volinia

Mapa de los territorios controlados por la Orden Livonia en 1260. Esta orden, fundada en 1202, significó un gran peligro para los Bálticos y estimuló la unificación de todas las tribus.

Hay evidencias que sugieren que los lituanos comenzaron a combinar sus fuerzas en los albores del siglo xiii. Así, en 1207 se reclutaron soldados por toda Lituania para enfrentarse a las órdenes religiosas; en 1212, Daugirutis firma un tratado con Nóvgorod en el que se puede observar que ejercía cierta influencia sobre un vasto territorio. Durante las dos primeras décadas del siglo xiii, los lituanos realizaron en torno a treinta expediciones militares contra Livonia, Rusia y Polonia. El historiador Tomas Baranauskas considera que, ya en 1183, pudo haber existido un primitivo Estado lituano.
Sin embargo, se considera que la primera evidencia firme de la unión de los pueblos bálticos fue la firma del tratado con el Principado de Galicia-Volinia, firmado en 1219. Entre los firmantes del tratado figuraban veintiún duques lituanos; entre ellos, los cinco de más edad precedían en importancia a los otros dieciséis. El mayor de ellos fue presumiblemente Živinbudas, dado que su nombre es el que encabeza la lista. Mindaugas, pese a su juventud, y su hermano Dausprungas se incluyen también en el grupo de cinco, lo que implica que habían heredado sus títulos. Los otros dos duques mayores eran Daujotas (mencionado en segundo lugar) y su hermano Vilikaila (mencionado en último lugar).
El tratado es importante por varias razones. Primero, muestra la cooperación existente entre los duques lituanos; además, entre los firmantes figuran duques que gobernaban tierras como Samogitia, que probablemente no tenía contacto alguno con Halych-Volinia. Su participación señala la existencia de un interés común, indicativo de un Estado en formación. Sin embargo, la designación de cinco duques como «mayores» parece indicar que el proceso de unificación estaba aún sin concluir. La inclusión de veintiún duques indica que en Lituania existía un conjunto de territorios poderosos y semiindependientes. Los historiadores consideran este tratado como un documento interesante a la hora de estudiar el largo y complejo proceso de formación de un Estado. El proceso de la unificación avanzó sin hechos dignos de mención; por ejemplo, tras las muertes de los duques Daugirutis en 1213 y Stekšys en 1214, las expediciones militares lituanas disminuyeron.

### Ascensión de Mindaugas
Mindaugas, el duque que gobernaba el sur de Lituania entre el Neman y el Neris, se convirtió finalmente en el fundador del Estado. La Crónica Rimada de Livonia se refiere a Mindaugas como el único gobernante de Lituania en 1236. Los medios por los que llegó a conseguir el poder nos son desconocidos. Las crónicas rusas mencionan que asesinó o expulsó a varios otros duques, incluyendo a varios parientes suyos.
En 1236, el duque Vykintas llevó a las fuerzas de Samogitia a la victoria en la batalla de Saule, donde los Hermanos Livonios de la Espada sufrieron una catastrófica derrota, en la que, parece ser, no contó con el apoyo de Mindaugas. La victoria de Vykintas incrementó su poder y su prestigio. Por su parte, la Orden Livonia se vio obligada a unirse a los Caballeros Teutónicos, convirtiéndose en una de sus ramas, y las órdenes fusionadas se centraron en la conquista de Samogitia para tratar así de consolidar sus posesiones. La unión de estos agresivos poderes no pudo pasar inadvertida para los lituanos, y puede que hubiera incentivado aún más el proceso de unificación.
En 1239, Mindaugas conquistó la debilitada Rutenia negra (en torno a la actual Grodno) dejando a su hijo Vaišvilkas para gobernar la zona. Durante los primeros años de la década de 1240, Mindaugas reforzó y estableció su dominio sobre varios territorios Bálticos. En 1245 envió a sus sobrinos Tautvilas y Edivydas, hijos de Dausprungas y Vykintas a la conquista de Smolensk, en la que fracasaron. En 1249 estalló una guerra interna al tratar Mindaugas de hacerse con el control de las tierras de sus sobrinos y de Vykintas.

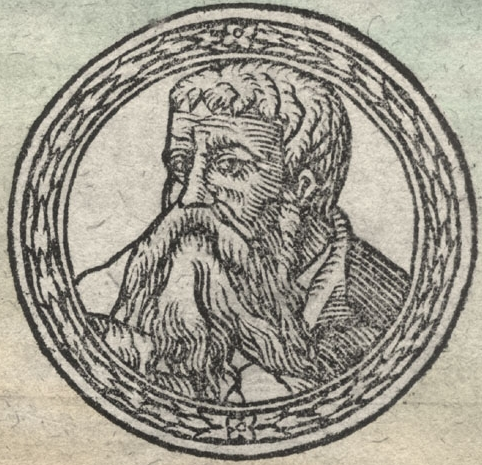
Vykintas, el victorioso vencedor de la batalla de Saule, representado en las Crónicas de Alexander Guagnini, publicadas en 1578.

Tautvilas, Edivydas, y Vykintas se coaligaron entonces con los Samogitianos, la Orden Livonia, Daniel de Galitzia (cuñado de Tautvilas y Edivydas), y Vasilko de Volinia contra Mindaugas. Solamente Poles, invitado por Daniel, declinó la invitación a unirse contra los lituanos. Los duques de Galicia y Volinia aprovecharon para apropiarse de la Rutenia Negra, gobernada por Vaišvilkas, el hijo de Mindaugas. Tautvilas viajó a Riga, donde fue bautizado por el arzobispo. En 1250, la orden organizó dos grandes expediciones, una contra el territorio de Nalša y otra contra los dominios de Mindaugas y aquellas partes de Samogitia que aún le respaldaban.

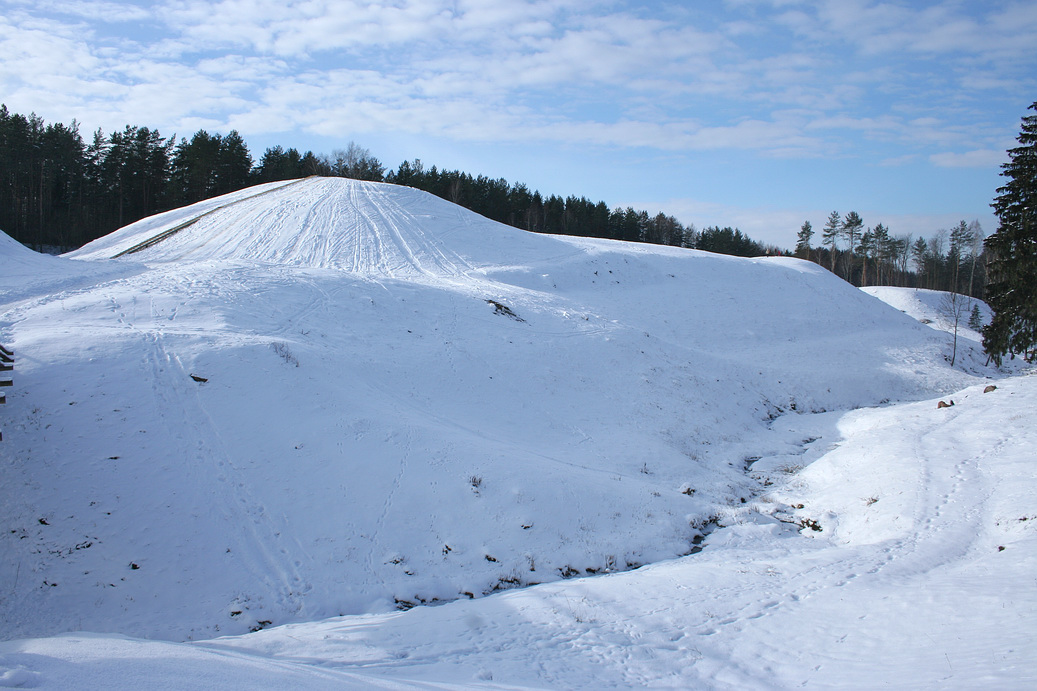
El fuerte Šeiminyškėliai, en las cercanías de Anykščiai es la ubicación más probable del asedio de Voruta.

Atacado desde norte y sur, y sin posibilidad de encontrar refugio, Mindaugas se encontraba en una situación extremadamente complicada, pero fue capaz de utilizar las desavenencias entre la Orden Livonia y el arzobispo de Riga en interés propio. Consiguió sobornar a Andreas von Stierland, maestre de la orden, aún resentido con Vykintas por la derrota de Saule. En 1251, Mindaugas aceptó recibir el bautismo y ceder el control de algunos territorios en el oeste de Lituania, a cambio de ser reconocido como rey. En 1252, Tautvilas y el resto de sus aliados atacaron a Mindaugas en Voruta, ciudad que algunos consideran la primera capital de Lituania. Sin embargo, el ataque fracasó y los ejércitos de Tautvilas tuvieron que retirarse al castillo de Tverai, en la actual Rietavas. Vykintas falleció en torno a 1253, y Tatvilas se unió nuevamente con Daniel de Halych, que se reconcilió con Mindaugas en 1254; los territorios de Rutenia Negra fueron transferidos a Roman, el hijo de Daniel, mientras que Vaišvilkas, el hijo de Mindauga, se retiró a un monasterio. Tautvilas reconoció finalmente la supremacía de Mindaugas, recibiendo a cambio Polatsk como feudo.

## Reino de Lituania

Mapa del Gran Ducado de Lituania entre los siglos XIII y XV.

Según lo acordado, Mindaugas y su esposa Morta fueron coronados en algún momento durante el verano de 1253, y el Reino de Lituania, proclamado por el papa en 1251, fue formalmente establecido. En la actualidad se celebra el 6 de julio como "Día de la Patria" (Lituano: Valstybės diena); es fiesta oficial en la moderna Lituania, aunque la fecha exacta de la coronación nos es desconocida; de hecho, se ha puesto en duda más de una vez la autoridad del historiador Edvardas Gudavičius, que es el que proporciona la fecha por primera vez. Igualmente se desconoce la localización de la coronación.
El papa Inocencio IV apoyaba a Mindaugas, en la esperanza de que el nuevo estado cristiano pudiera detener las continuas incursiones de los ejércitos de la Horda Dorada, miembro del Imperio mongol. El 17 de julio de 1251, el papa emitió dos bulas cruciales para Lituania: la primera de ellas ordenaba al obispo de Chełmno que coronara a Mindaugas como rey de Lituania, nombrara un obispo para Lituania, y construyera una catedral; la otra bula especificaba que el nuevo obispo debía depender directamente del papa. Esto fue bien recibido por los lituanos, que veían con preocupación el creciente poder de la Orden de Livonia sobre los territorios del nuevo Estado.
Llevó algún tiempo nombrar un obispo para Lituania debido a los diferentes intereses de las partes implicadas. El obispo de Gniezno nombró a un tal Vito (Vitas, en lituano), fraile dominico, para el puesto, pero no contó con el reconocimiento, ni del rey ni del pueblo. No conocemos sus actividades en Lituania, aunque aparece asociado en ocasiones con la Catedral de Mindaugas. Finalmente, en 1254 se nombró obispo a Christian (lituano Kristijonas), miembro de la Orden Livonia. Mindaugas le concedió algunas tierras en Samogitia, pero no conocemos demasiado acerca de su obra. Las fuentes históricas no mencionan misiones evangelizadoras, educación de sacerdotes o construcción de iglesias durante este período, y el obispo Christian regresó a Alemania en 1259, donde fallecería en 1271. La fecha de edificación de la Catedral de Mindaugas es otra de las cuestiones aún sin resolver, aunque recientes excavaciones arqueológicas han revelado la existencia de una construcción de ladrillo en el siglo XIII en el emplazamiento de la actual catedral de Vilna, asumiéndose que son los restos de la Catedral que Mindaugas ordenó construir en virtud de los acuerdos con el papa. Sin embargo, como demostrarían los acontecimientos, los lituanos no estaban preparados para aceptar el cristianismo, y el bautismo de Mindaugas tendría solamente un efecto temporal sobre los hechos posteriores.
Inmediatamente después de su coronación, Mindaugas entregó algunas de sus tierras occidentales a la Orden Livonia -porciones de Samogitia, Nadruva y Dainava. Aún no está claro si en fechas posteriores el duque entregó aún más tierras a la orden. Los documentos pueden haber sido falsificados; sospecha alimentada por el hecho de que los documentos mencionan tierras que nunca estuvieron realmente bajo el control del Duque. Sea cual fuere el caso, se abrió un período de paz y estabilidad que duraría ocho años. Mindaugas usó esta oportunidad para concentrarse en su expansión hacia el este. Reforzó su influencia en Rutenia Negra, en Pinsk y se aprovechó del colapso del Principado de Kiev conquistando Polantsk, un gran centro de comercio a orillas del río Daugava. Negoció también una paz con Halych-Volinia, y se casó con la hija de Švarnas, hijo a su vez de Daniel de Galitzia, que acabaría convirtiéndose en gran duque de Lituania. Reforzó también las relaciones diplomáticas con el occidente europeo y la Santa Sede. En 1255, el Papa Alejandro IV autorizó a Mindaugas a coronar a su hijo como rey de Lituania. En el terreno doméstico, Mindaugas inició el establecimiento de instituciones estatales: su propia corte nobiliaria], sistemas administrativos, cuerpo diplomático y sistema monetario. Las monedas largas de plata lituanas (en lituano Lietuvos ilgleji) comenzaron a circular, proporcionando un indicidio del grado de estatalización.

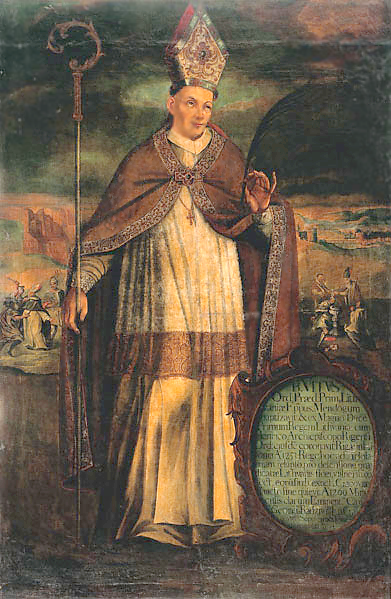
San Vitas, primer obispo de Lituania. Pintura del.

Durante este período, la Orden Livonia consolidó su control sobre las tierras samogitas. Construyeron tres castillos fronterizos: Memelburg (Klaipėda), Georgenburg (Jurbarkas), y Doben (Durbe en Letonia). Los Samogitas respondieron nombrando a Algminas como su jefe y atacando Curlandia. En 1259, la Orden Livonia perdió en la batalla de Skuodas, y en 1260 en la de Durbe. La primera derrota provocó la rebelión de los semigalianos, y la última el levantamiento de los prusianos contra la Orden. El Gran Levantamiento Prusiano duró catorce años. Animado por su sobrino Treniota, Mindaugas rompió la paz con la Orden. Según algunas crónicas, volvió a restaurar los antiguos ritos paganos, aunque esto es discutible. Por otra parte, todos los logros diplomáticos alcanzados desde su coronación se perdieron.
Mindaugas se alió entonces con Alejandro Nevski de Novgorod y marchó contra la Orden. Treniota marchó hacia Cēsis al frente de un ejército y luchó en Masovia, con la esperanza de rebelar a todas las tribus bálticas contra las Órdenes y bajo el liderazgo único de Lituania.
Libró exitosas batallas, pero no fue capaz de capturar ninguna fortaleza o de encender la mecha de una coalición Báltica contra la Orden. Su influencia personal se incrementó, ya que Mindaugas estaba concentrado en la conquista de tierras rusas, enviando un gran ejército a Bryansk. Las prioridades de Treniota y Mindaugas comenzaron a distanciarse. Durante el curso de estos acontecimientos, Morta, la esposa de Mindaugas, falleció, y el rey expresó su deseo de contraer matrimonio con la esposa de Daumantas de Pskov. Ante este insulto, Daumantas y Treniota asesinaron a Mindaugas y a dos de sus hijos, Ruklys y Rupeikis, en 1263, abriendo un periodo de inestabilidad interna en Lituania que duraría varios años.

## Los años después de Mindaugas

### Años de inestabilidad

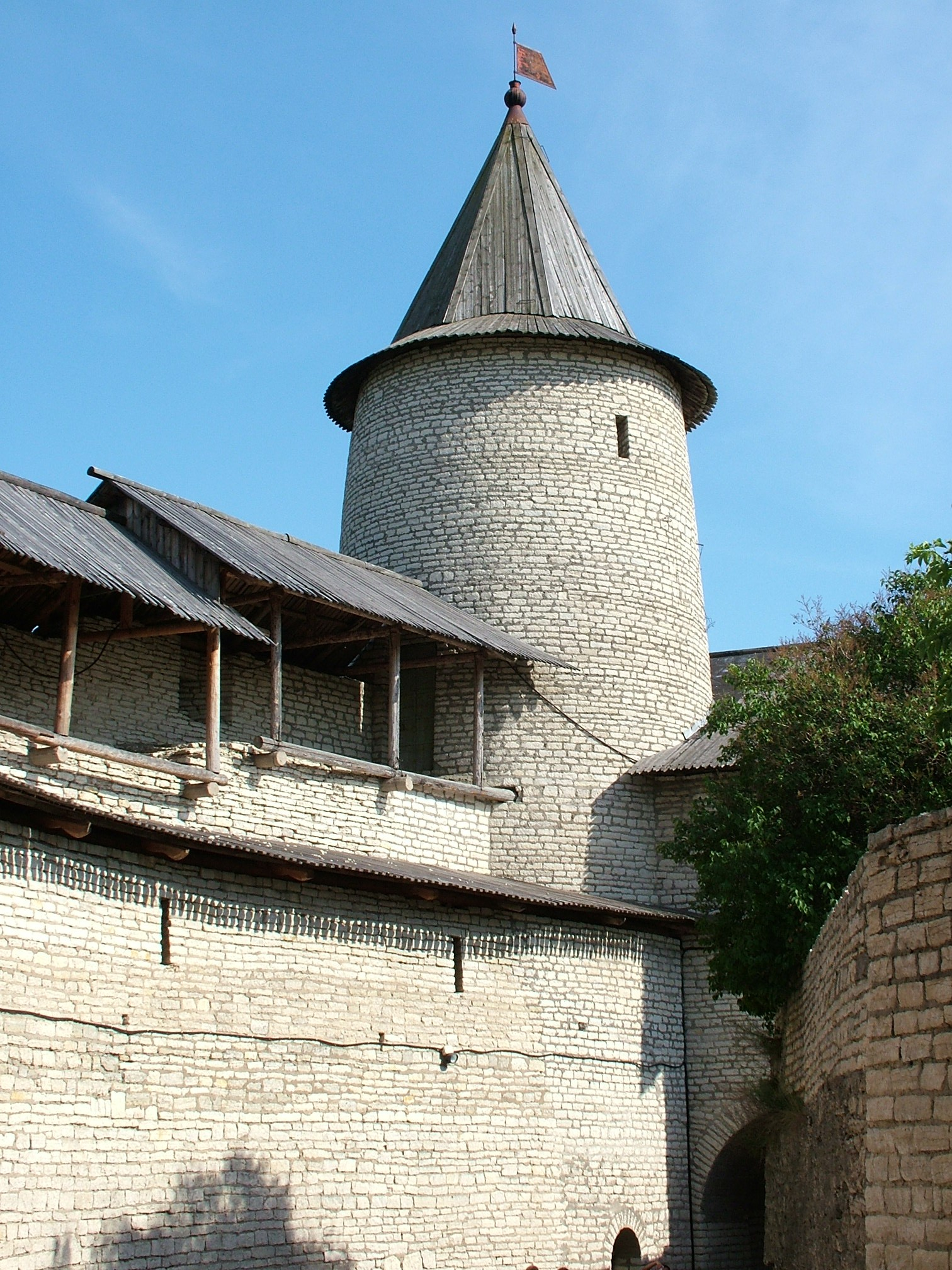
Murallas del kremlin de Pskov, construido en parte por Daumantas, asesino de Mindaugas y santo patrón de Pskov.

A la muerte de Mindaugas, el estado no se desintegró, y Treniota se hizo con el título de gran duque. Sin embargo, su poder era frágil; fue desafiado por Tautvilas, que no había olvidado sus viejas pretensiones. Tautvilas fue también asesinado por Treniota. Sin embargo, solo un año después, en 1264, Treniota fue asesinado por los antiguos sirvientes de Mindaugas. Su hijo, Vaišvilkas y su cuñado Shvarn se hicieron con el poder. Daumantas se vio obligado a hiur a Pskov, donde se bautizó como Timofei y gobernó felizmente entre 1266 y 1269, llegando a ser ascendido a los altares. En 1265, Vaišvilkas, ya cristiano, se reconcilió con la Orden Livonia y las rebeliones bálticas, ya sin apoyo de Lituania, comenzaron a debilitarse. Dos años después, decidió regresar a la vida monástica y transfirió el título de gran duque a Shvarn.
Sabemos muy poco acerca de Shvarn y su mandato, pero los historiadores creen que fue incapaz de controlar toda Lituania, y gobernó solo sobre la zona sur del país. Falleció en Halych entre 1269 y 1271.

### Reinado de Traidenis
Las circunstancias del ascenso al poder en 1269 del siguiente gobernante, Traidenis permanecen sin aclarar. Desde el comienzo, sus relaciones con Halych-Volynis fueron tensas y desembocaron en la guerra de 1274-1276. Traidenis venció y reforzó su control sobre la Rutenia negra. Conocido por su fuerte actitud anti-Germana, derrotó también a la Orden Livonia. En 1270 logró la victoria en la batalla de Karuse, librada sobre el hielo en las cercanías de Saarme. En 1272, sin embargo, la Orden replicó, atacando Semigalia y construyendo el castillo de Dünaburg (Daugavpils) en 1273 en tierras nominalmente bajo el control de Traidenis. Varios años después, en 1281, Traidenis tomó el castillo de Jersika situado en el actual Distrito de Preiļi y los intercambió por el Dünaburg, que permaneció en manos lituanas hasta 1313. En 1279, la Orden atacó territorio lituano, llegando incluso hasta Kernavė, pero fue derrotada durante su retirada en la batalla de Aizkraukle. El Maestre de la Orden, Ernst von Rassburg, murió en el combate y los semigalianos que habían sido conquistados unos años antes se rebelaron y pidieron ayuda a Traidenis, reconociendo la superioridad lituana. Sin embargo, Traidenis falleció poco después y la rebelión no llegó a fructificar.
El reinado de Traidenis fue el más largo y estable de este incierto período. Tras su muerte, las Órdenes concluyeron sus conquistas: las tribus Bálticas conquistadas quedaron definitivamente sometidas y las Órdenes pudieron concentrarse en Lituania. En 1274 finalizó el Gran Levantamiento Prusiano, lo que permitió a los Caballeros Teutónicos, someter a los nadruvianos y escalvianos entre 1274 y 1277 y a los yotvingios en 1283; la Orden Livonia completó la ocupación de Semigalia, el último aliado de Lituania en 1291. Las Órdenes podía dirigir ahora toda su atención hacia Lituania, que había visto desaparecer la barrera formada por los otros territorios bálticos y se veía obligada a enfrentarse a las Órdenes con sus propias fuerzas.

Columnas de Gediminids, el símbolo de una dinastía que se inició con Butigeidis en torno al año 1285 y finalizó con Segismundo II Augusto Jagellón en 1572.

## Ascenso de los Gediminids
No conocemos a ciencia cierta las identidades de los grandes duques que gobiernan entre la muerte de Traidenis en 1282 y la toma del poder de Vytenis en 1295. Esto se debe a que las dos principales fuentes de información para este período, el Hypatian Codex y la Crónica rimada de Livonia, finalizan a principios de la década de los 90. En 1285, una crónica menciona a Daumantas como gran duque. Atacó al obispo de Tver y resultó gravemente herido o muerto en la batalla. Sin embargo, es la única información de que disponemos acerca de su gobierno.
La dinastía Gediminid aparece en la historia de Lituania en esta época de la mano de su primer caudillo, Butigeidis. En 1289 lanzó un ataque sobre Sambia al frente de ocho mil hombres y fue el primero en construir una línea de castillos a lo largo del río Neman para frenar las incursiones que los Caballeros Teutónicos realizaban desde su castillo de Sovetsk, en Tilsit. Falleció en 1290 o 1292, sucediéndole su hermano Butvydas (también conocido como Pukuveras). Este Butyvidas era el padre de Vytenis y, posiblemente, de Gediminas. Durante su breve reinado, intentó defender el ducado frente a los Caballeros Teutónicos; para ello, lanzó un ataque contra Masovia, aliado de las Órdenes. Su hijo, Vytenis alcanzó el poder en 1295 y puso fin a un período de relativa inestabilidad. Su reinado marca el punto de inflexión entre el proceso de establecimiento y el inicio de la expansión.

## Legado

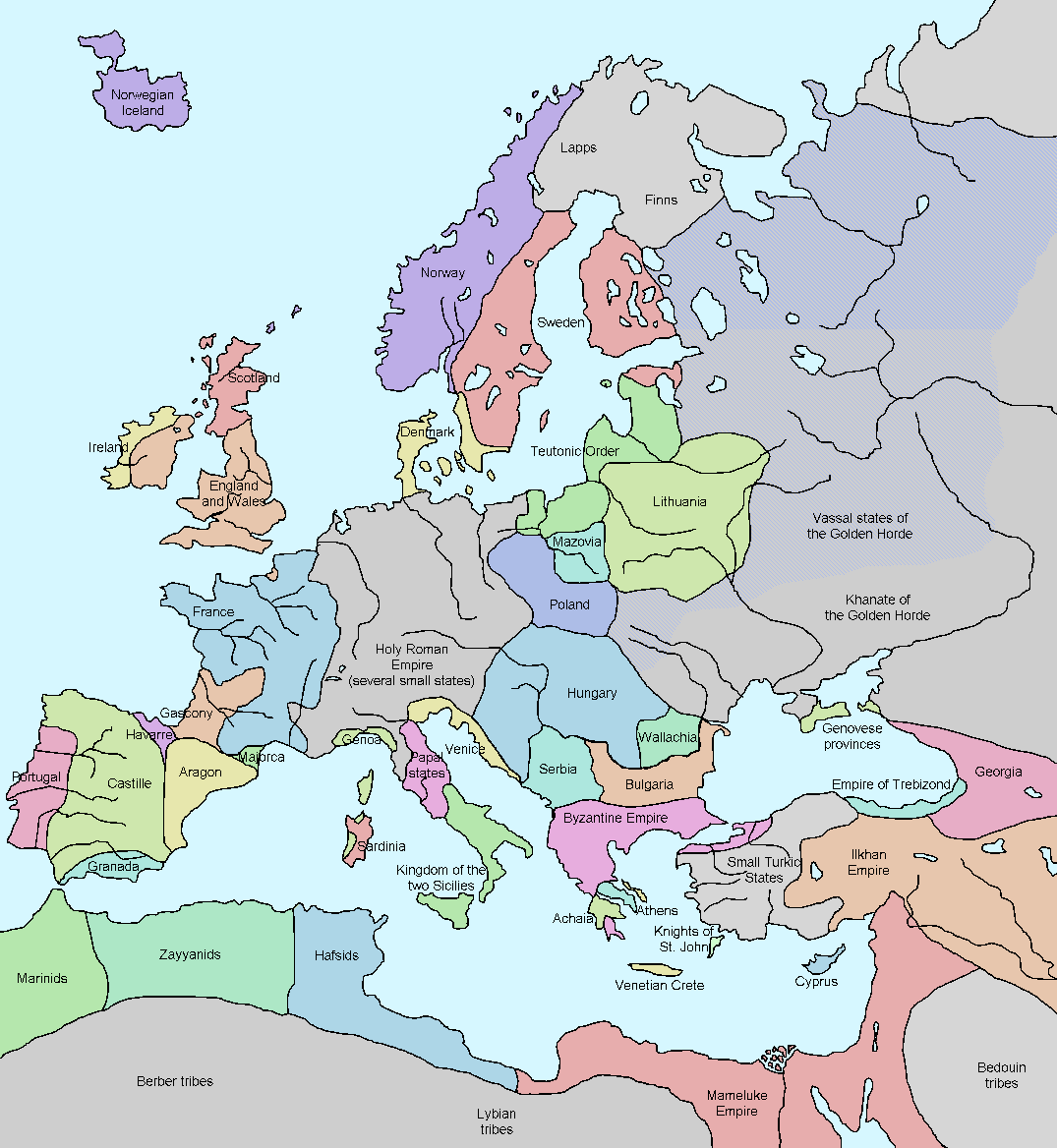
Mapa de Europa en 1328. Durante los siguientes cien años, Lituania se expandiría hasta alcanzar las costas del Mar Negro.

El Estado unificado y gobernado por Mindaugas constituyó el primero lituano. Protegió efectivamente a lituanos y samogitas de ser asimilados por los Caballeros Teutónicos y la Orden Livonia, como les sucedió a prusianos, escalvianos, curonios, selonianos y otras tribus bálticas. Mindaugas ejerció su autoridad sobre un territorio de cien mil kilómetros cuadrados étnicamente lituano, poblado por en torno a trescientas mil personas. Las tierras habitadas por eslavos bajo su control ocupaban otros cien mil kilómetros cuadrados. En torno a 1430, el Gran Ducado, gobernado por Vitautas el Grande superó los novecientos treinta mil kilómetros cuadrados y los dos millones y medio de habitantes.
El período entre 1219 y 1295 también perfiló los futuros conflictos: los lituanos paganos se encontraban rodeados por el norte y el suroeste por las órdenes militares católicas, mientras que al este se encontraban los Estados ortodoxos. Los ataques de las órdenes se intensificaron una vez que consiguieron eliminar la barrera formada por prusianos, nadruvianos, escalvianos, yotvingianos y semigalios en 1283. Las relaciones de Lituania con la Iglesia ortodoxa eran mucho más tranquilas. Había libertad de culto y los duques lituanos no dudaban en contraer matrimonio con las hijas de los duques ortodoxos; posiblemente, algunos de los escribas de los duques fueran igualmente ortodoxos. Las luchas con los Caballeros Teutónicos y la expansión hacia el este fueron las características de los años 1295-1377. Era inevitable que Lituania no pudiera mantener su aislamiento religioso, político y cultural eternamente y tuviera que elegir entre el catolicismo y la ortodoxia oriental. En 1386, el gran duque Jogaila fue bautizado en la Iglesia católica para poder contraer matrimonio con Eduviges I de Polonia, convirtiéndose así en rey de Polonia. Había sido convertido el último Estado pagano de Europa.